# Piani di Praglia
I Piani di Praglia (in ligure Cén de Prâgia) sono un piccolo altopiano della Liguria, al confine con il Piemonte, situato sull'Appennino ligure a un'altitudine tra i 780 e i 900 m, in prossimità dello spartiacque ligure-padano. Fanno parte del comune di Ceranesi, nella città metropolitana di Genova, da cui distano 12 km. L'altopiano dà il nome alla omonima località, formata da case sparse utilizzate per la villeggiatura estiva.

## Toponimo
Il nome deriva da "prataglia" (termine ormai desueto, con il significato di "prateria") a sua volta derivato dal tardo latino pratalia, con riferimento al suo utilizzo sin dai tempi antichi per il pascolo e la fienagione.

## Geografia

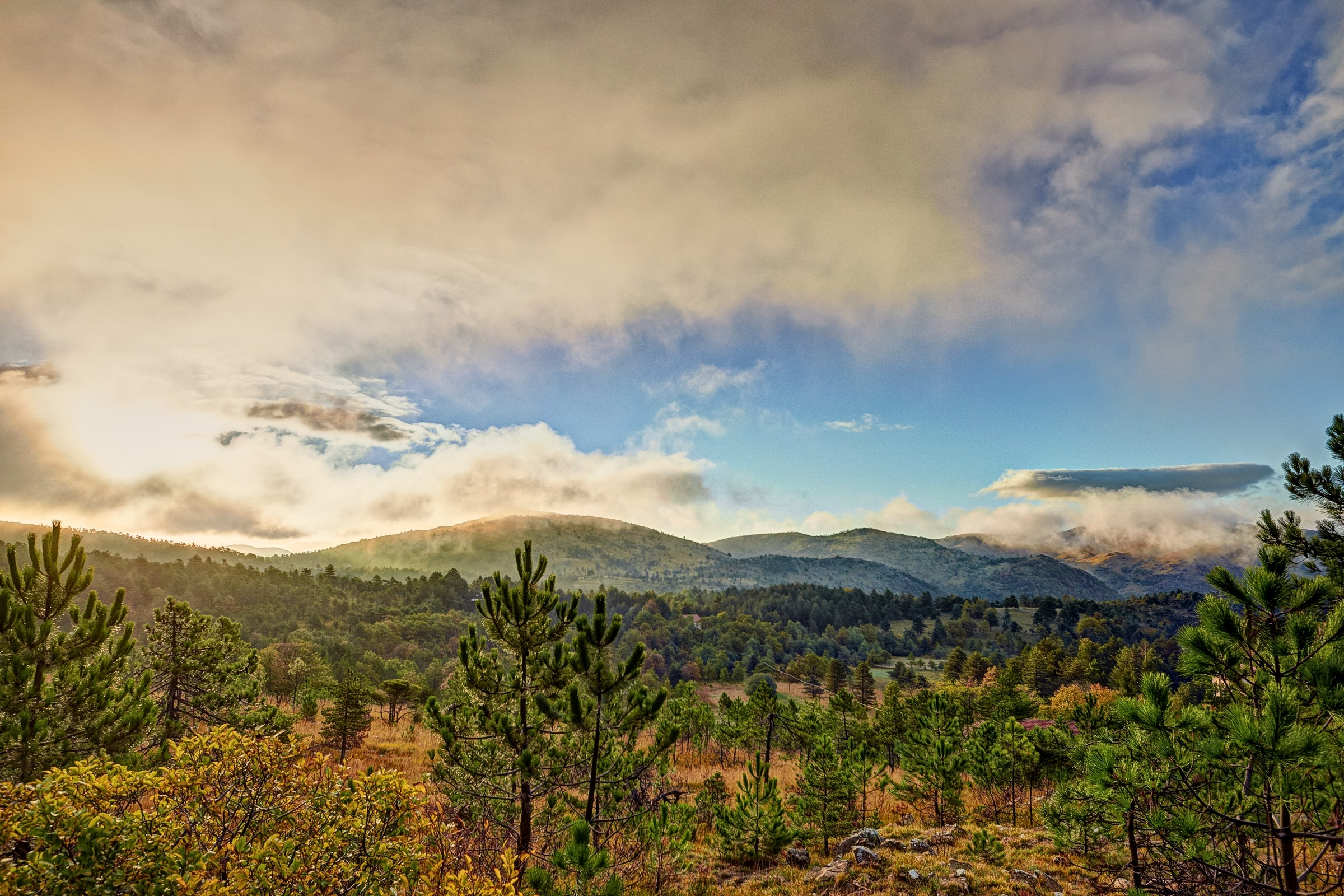
Veduta dei Piani di Praglia dalle pendici del monte Orditano

I Piani di Praglia, situati appena oltre lo spartiacque, sul versante padano dell'Appennino ligure, geograficamente costituiscono la testata della valle Stura; i rilievi che contornano la conca dei Piani di Praglia, i monti Vesolina (977 m), Orditano (939 m) e Sejeu (958 m), separano i bacini imbriferi dello Stura, del Polcevera e del Gorzente. Le tre dorsali confluiscono sul monte Orditano, che si trova immediatamente alle spalle delle case di Praglia; il monte Vesolina, già in territorio alessandrino, è sul crinale tra Stura e Gorzente, mentre il monte Sejeu, una piramide erbosa con rocce affioranti lungo le pendici, è il rilievo più settentrionale del massiccio della Scaggia, che dal mare di Pegli e Pra', attraverso i monti Penello, Foscallo e Proratado giunge alla zona di Praglia e per un tratto costituisce lo spartiacque appenninico.
Le vallette della zona sono caratterizzate da piccole zone umide e radi boschi di pino nero, mentre le aree sommitali, per la particolare composizione dei suoli, sono quasi del tutto prive di vegetazione arborea.
La vicina colla di Praglia (880 m), in ligure passo di Prou Nercu, ampia sella sullo spartiacque ligure-padano tra i monti Orditano e Sejeu, divide la valle dello Stura e quella del rio San Martino, subaffluente del Polcevera, ed è terminale di tappa dell'Alta Via dei Monti Liguri oltre che un punto panoramico affacciato sulla val Polcevera. In realtà la sella è divisa a metà da un piccolo rilievo, dando vita a due diversi punti di valico: il principale è la colla di Praglia, ai piedi del monte Orditano, percorsa dalla provinciale SP4, mentre a poche centinaia di metri, lungo la sterrata per il monte Penello, si trova la colla del Canile (871 m), ai piedi del monte Sejeu, che dà anch'essa accesso alla conca di Praglia, ma non è percorribile con veicoli, se non per un breve tratto che conduce ad alcune case sparse.

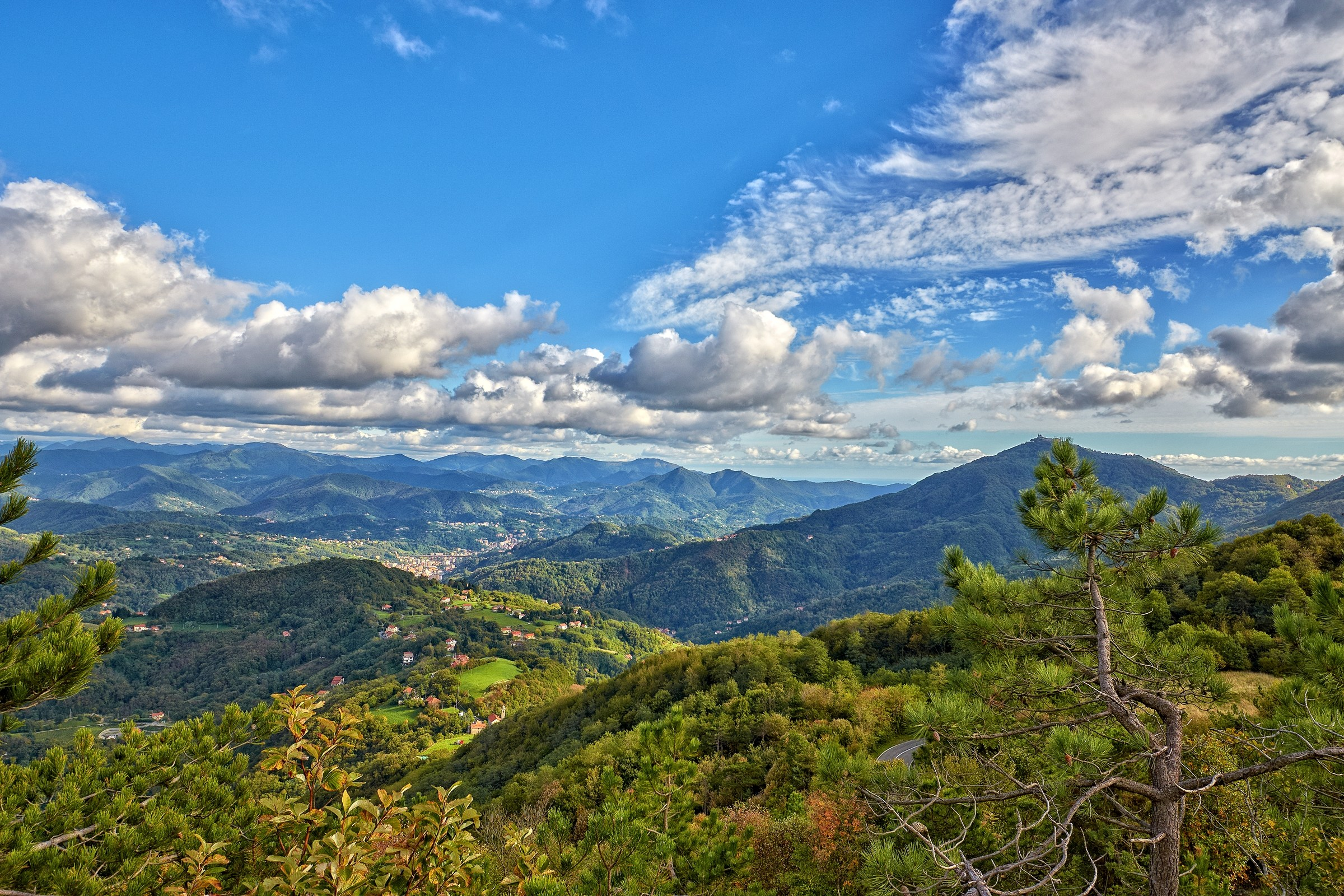
Panorama sulla val Polcevera dai pressi della Colla di Praglia

### Tutela naturalistica
I piani di Praglia fanno parte del SIC (Sito di interesse comunitario) denominato Praglia - Pracaban - Monte Leco - Punta Martin (codice: IT1331501).

### Vie d'accesso
I Piani di Praglia si raggiungono da Genova tramite la strada SP 4 che sale da Pontedecimo e Ceranesi oppure da Campo Ligure percorrendo la strada SP 69 che conduce alle Capanne di Marcarolo, in provincia di Alessandria; sono inoltre raggiungibili sia da Bosio sia da Voltaggio, attraverso le SP 165 e SP 167 che collegano i due centri abitati del Basso Piemonte con le Capanne di Marcarolo, attraverso la colla degli Eremiti e il Sacrario della Benedicta. Quest'ultima via d'accesso potrebbe però essere chiusa nei mesi invernali, in presenza di neve o ghiaccio, nel tratto compreso tra la Colla degli Eremiti e la Benedicta.

## Geologia

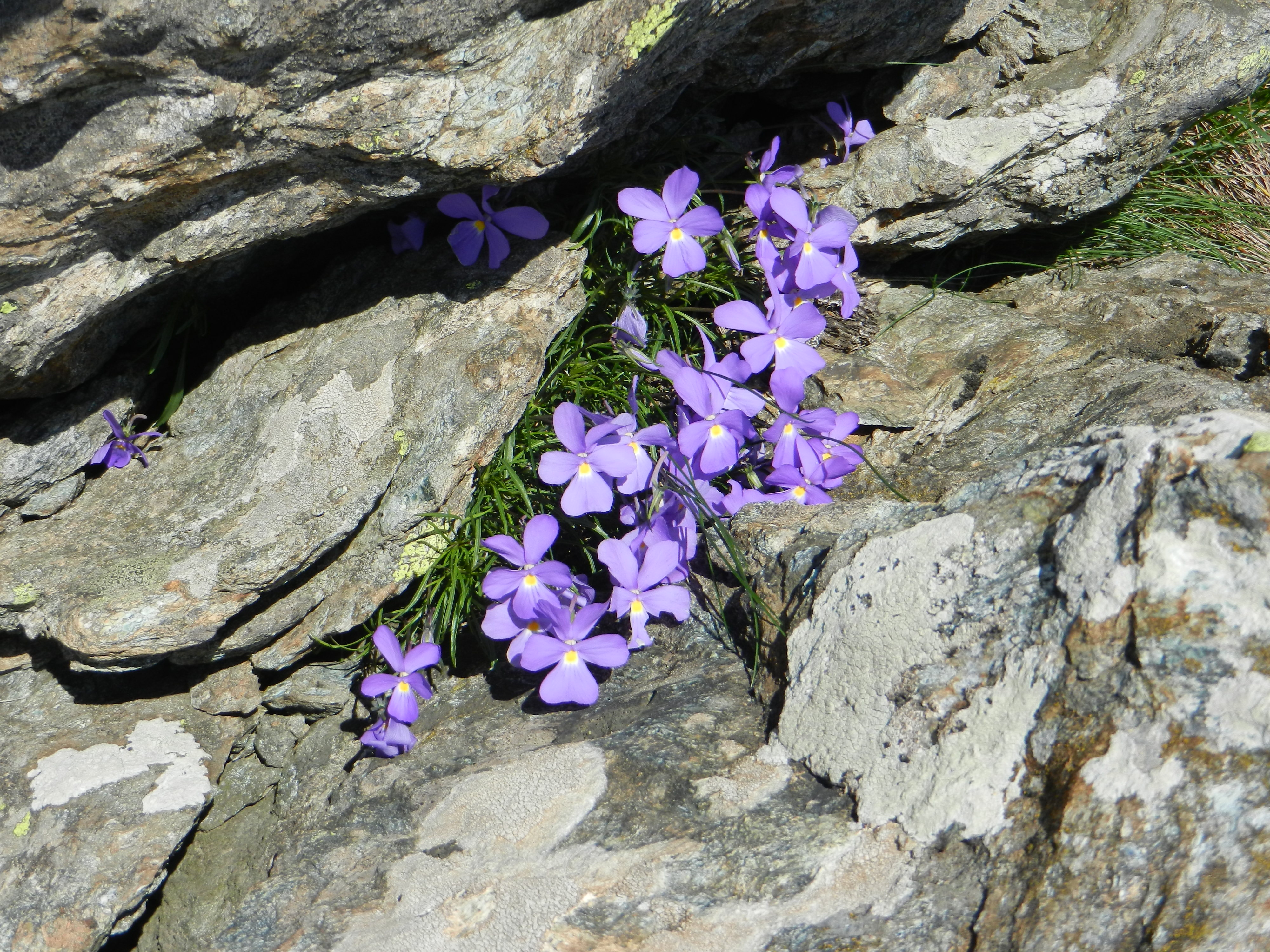
Viola di Bertoloni

Geologicamente la zona dei Piani di Praglia è compresa nell'area di sovrapposizione (conosciuta come "linea Sestri-Voltaggio") tra le rocce del cosiddetto Gruppo di Voltri (rocce serpentinose e ofiolitiche) e le argilliti e i calcari marnosi tipici dell'Appennino. Questa linea di transizione non crea però una netta suddivisione tra le due strutture geologiche, ma la loro alternanza, caratterizzando il paesaggio di quest'area.
La sovrapposizione di rocce e strutture tettoniche tipiche sia delle Alpi Occidentali, sia dell'Appennino nord-occidentale, dal punto di vista geologico costituisce il confine tra Alpi e Appennini (che invece i geografi collocano al Passo di Cadibona).
La presenza di rocce magnesiache è evidenziata spesso dalla scarsità di vegetazione di copertura, mentre sono presenti rare specie in grado di tollerare elevati tenori di magnesio come la viola di Bertoloni, endemica in questo territorio.

## Storia

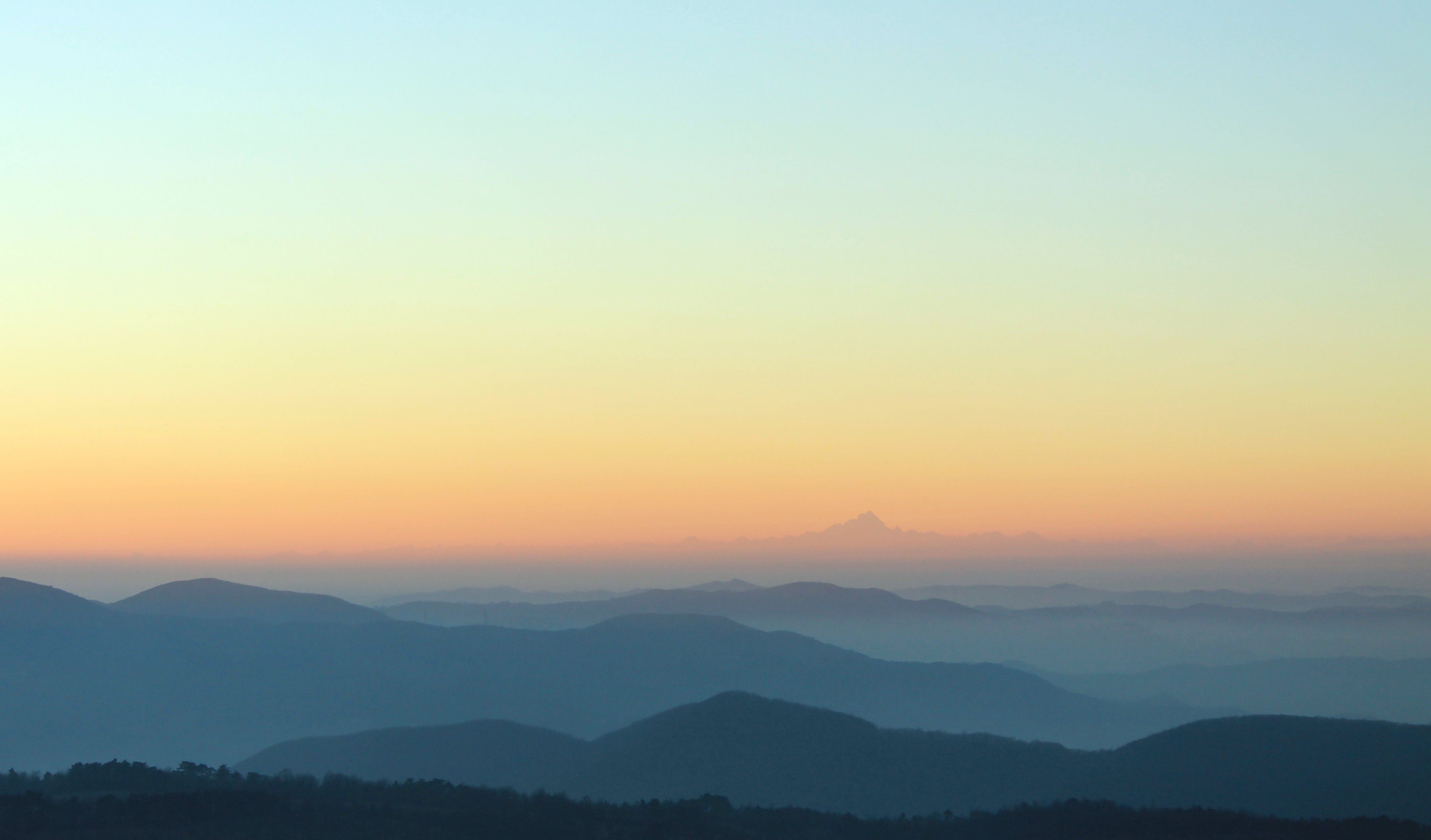
Tramonto dai Piani di Praglia. Sullo sfondo si intravede il Monviso, che dista circa 130 km dal punto di osservazione

Fin da tempi remoti, probabilmente assai prima dell'epoca romana, la zona dei Piani di Praglia, peraltro allora del tutto priva di insediamenti, era attraversata da una via che conduceva dal mare di Genova alla località oggi chiamata Capanne di Marcarolo, antico luogo di scambi commerciali tra mercanti liguri e padani. Questa mulattiera, seguita per il trasporto delle merci sbarcate sulla spiaggia di Pegli, risaliva la val Varenna e si congiungeva nei dintorni di Praglia con la pista proveniente dalla val Polcevera (Pontedecimo, Campomorone, San Martino di Paravanico). In epoca medioevale questo percorso era molto frequentato perché costituiva una "via libera" (cioè una strada non soggetta a dazi e pedaggi), detta Via de' Mercaroli, popolarmente Cabanèa. Dalle Capanne di Marcarolo era poi possibile raggiungere Alessandria attraverso Lerma, Ovada e Acqui Terme, oppure Pavia attraverso Voltaggio, Gavi e Tortona.
Per il controllo di queste vie la Repubblica di Genova nel XII secolo fece costruire alla sommità del monte Sejeu un piccolo fortilizio di cui sono tuttora visibili i resti delle fondamenta.
A partire dalla prima metà del Novecento sorsero i primi insediamenti nella zona. Negli anni trenta venne aperta la strada carrozzabile seguita da una prima edificazione di case e villini utilizzati per la villeggiatura estiva, poi cresciuti notevolmente nel secondo dopoguerra.
Durante la seconda guerra mondiale la zona fu interessata da tragici episodi legati alla resistenza, ricordati da lapidi commemorative che testimoniano delle vicende partigiane che si svolsero su queste montagne. Durante la settimana santa del 1944 truppe tedesche e militari italiani della RSI attuarono una violenta offensiva contro le formazioni partigiane acquartierate sui monti, che culminarono il 7 aprile 1944 con l'eccidio della Benedicta, a pochi chilometri di distanza, dove vennero massacrati 97 partigiani. Lo stesso giorno ai Piani di Praglia in uno scontro a fuoco con una formazione tedesca trovarono la morte altri sei partigiani, tra i quali due carabinieri che all'indomani dell'8 settembre si erano uniti alla resistenza. Nei pressi della trattoria Chelina sorge oggi un cippo in loro memoria.
Nel dopoguerra accanto alle strutture turistiche già esistenti (lo storico albergo Pino e l'osteria della Chelina) venne costruito un grande albergo, il Grand Hotel Praglia, molto frequentato negli anni sessanta ma chiuso alla fine degli anni ottanta e da allora abbandonato al degrado e oggetto di incursioni vandaliche. Secondo una diceria, priva di riscontri attendibili, nei primi anni novanta la struttura abbandonata sarebbe stata teatro di riti satanici.

## Escursioni

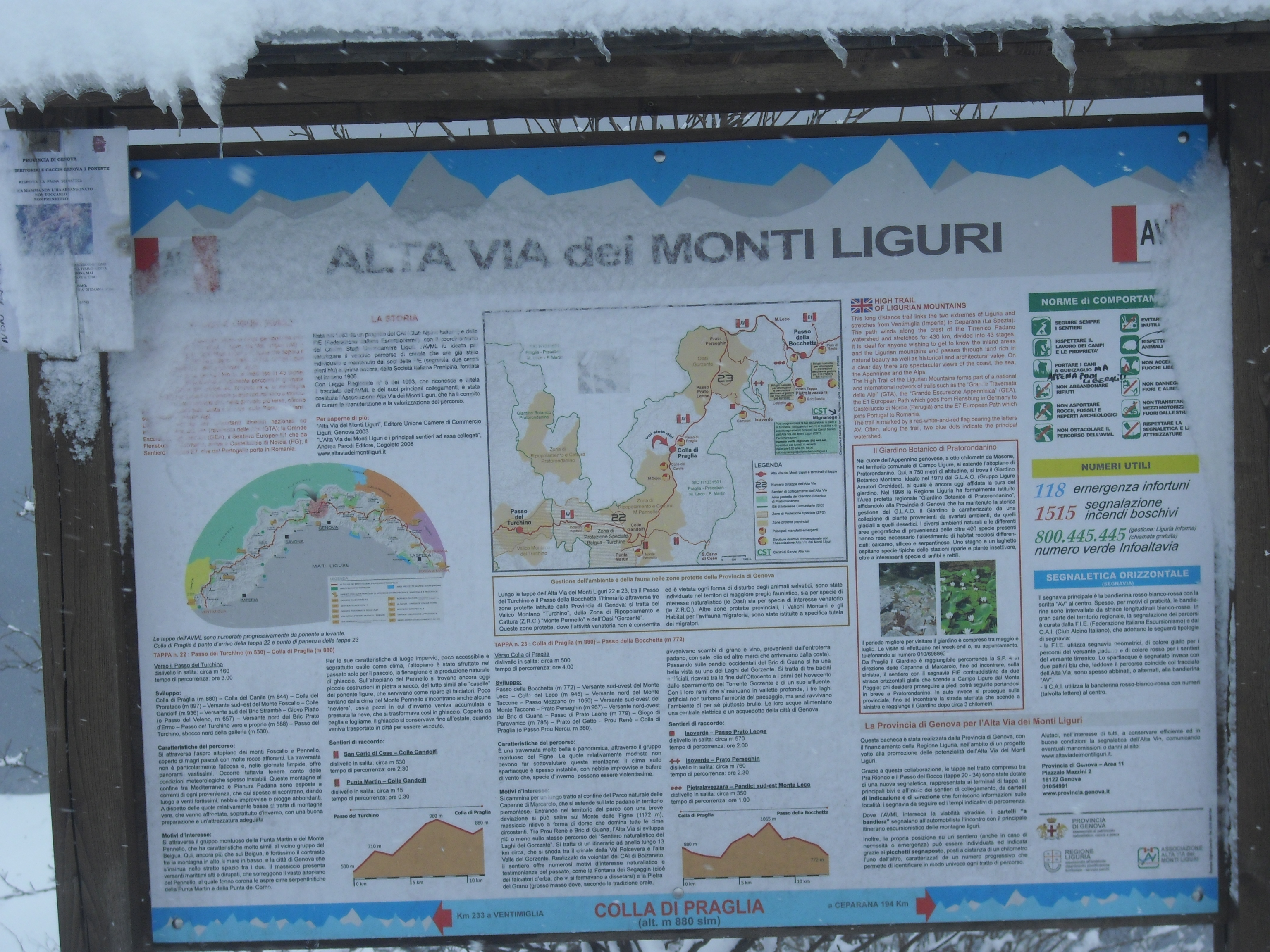
Cartello descrittivo dell'Alta via

Oltre che per la villeggiatura estiva, grazie alla relativa vicinanza alla città, è una frequentata meta di gite fuori porta dei genovesi, soprattutto in tarda primavera e all'inizio dell'autunno, e punto di partenza per escursioni ai laghi del Gorzente, al monte delle Figne e, percorrendo una strada militare risalente alla seconda guerra mondiale, al monte Penello e da qui alla Punta Martin.
Inoltre brevi e facili passeggiate consentono di raggiungere i monti che contornano la località (Orditano, Vesolina e Sejeu) e anche il bric dell'Orologio (939 m) e il monte Proratado (928 m), che offre un ampio panorama sull'alta val Polcevera, il santuario della Guardia e la val Varenna.

### L'Alta Via dei Monti Liguri
La colla di Praglia è il punto terminale di due tappe dell'Alta Via dei Monti Liguri che percorre tutto lo spartiacque appenninico della Liguria, la n. 22, (Passo del Turchino - Colla di Praglia) e la n. 23 (Colla di Praglia – Passo della Bocchetta). Il primo tratto corrisponde in gran parte all'itinerario per il monte Penello e la punta Martin, che si possono raggiungere con una breve deviazione dal percorso principale; il secondo, coincidente per un tratto con il sentiero dei laghi del Gorzente, consente di raggiungere con brevi deviazioni i monti Figne, Taccone e Leco.

### Il sentiero naturalistico dei laghi del Gorzente

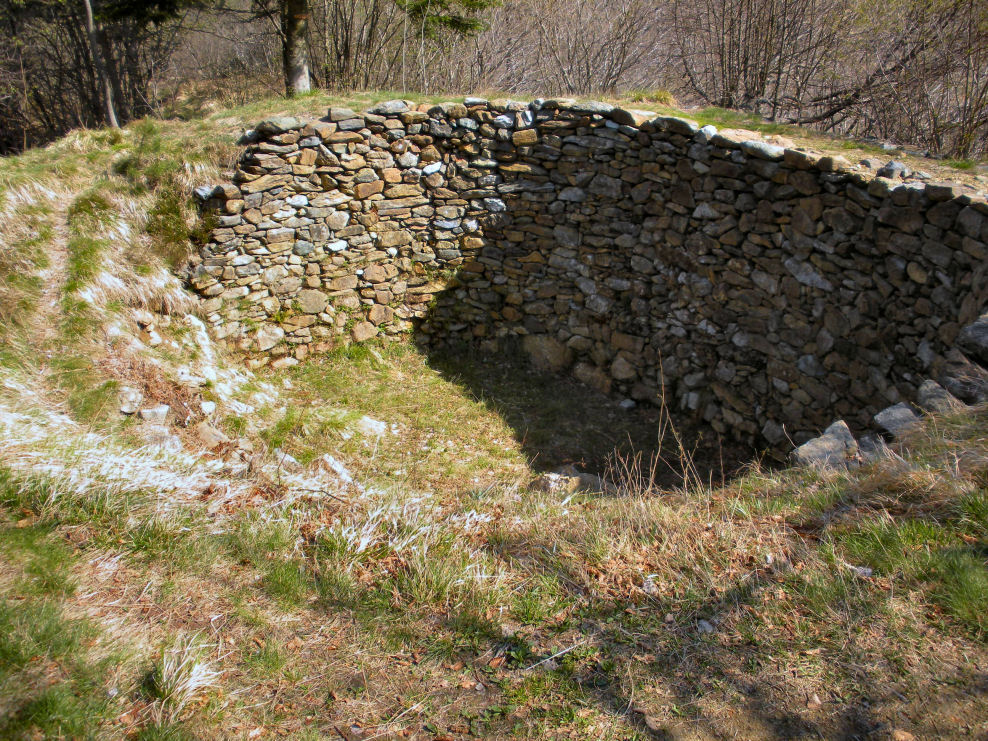
Una delle neviere che si incontrano durante il percorso

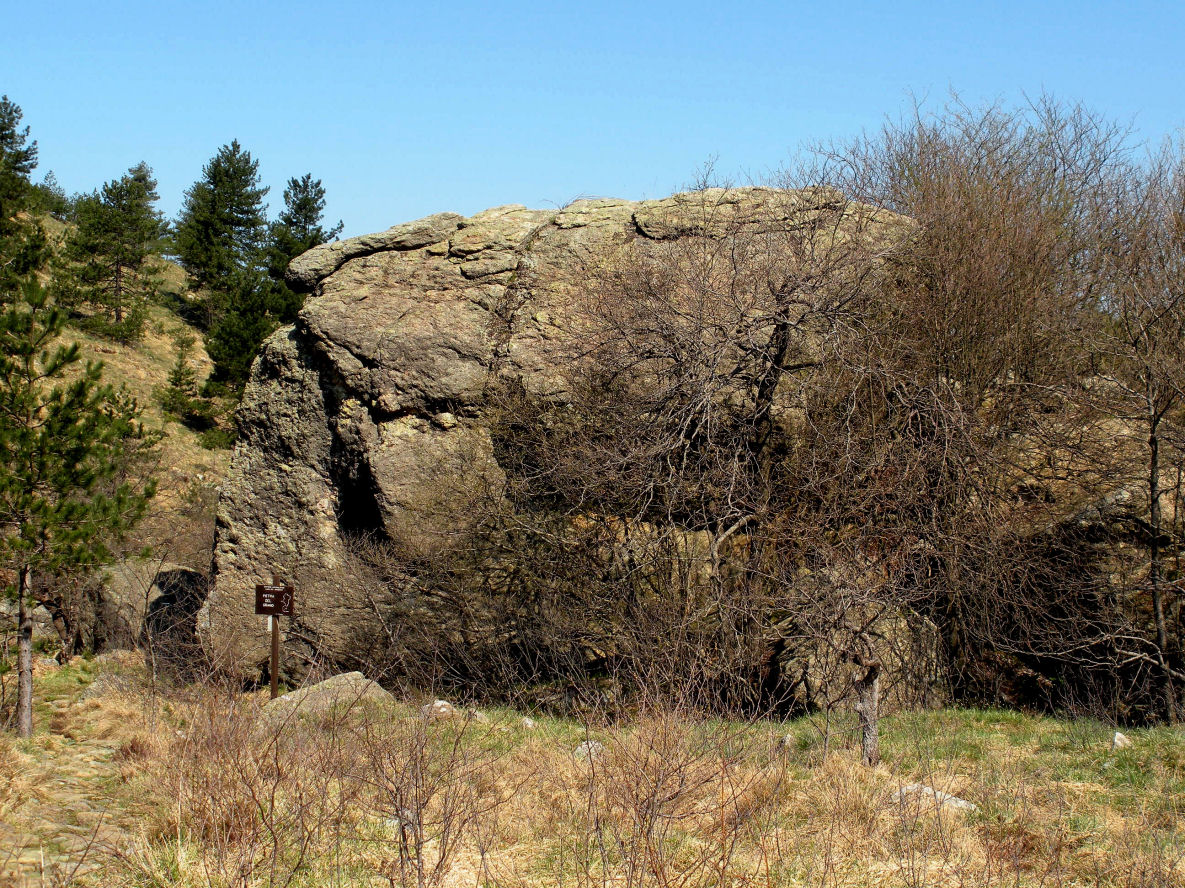
La "Pietra del Grano"

Lungo la strada provinciale, circa un chilometro prima dei Piani di Praglia, ha inizio il "Sentiero naturalistico dei Laghi del Gorzente", che si sviluppa lungo un percorso ad anello nell'alta valle del torrente Gorzente. Accanto a motivi di interesse naturalistico, lungo il percorso si trovano luoghi e manufatti di interesse storico, quali la Pietra del Grano, un grande masso presso il quale in epoche passate si incontravano mercanti liguri e padani per scambiarsi i loro prodotti e diverse neviere, grosse cavità rivestite di pietre che, prima della diffusione dei frigoriferi, durante l'inverno venivano riempite di neve e ricoperte di materiale isolante (foglie secche e paglia); la neve, una volta solidificata, era tagliata in blocchi che venivano poi trasportati a Genova a dorso di mulo in apposite sacche di tela; dal XVII secolo si ha notizia di questi manufatti, rimasti in uso fino al 1870. A poca distanza dal punto di inizio del percorso si trova anche una grossa pietra, ritenuta da alcuni uno dei termini della tavola bronzea di Polcevera, che delimitavano il territorio dei Liguri Langenses, a seguito dell'arbitrato di due magistrati romani nel 117 a.C.